# Henin (Poniatowa)
Henin – część miasta Poniatowa w Polsce położona w województwie lubelskim, w powiecie opolskim. Leży w północnej części miasta, wzdłuż ulicy o nazwie Henin.
Henin w granicach Poniatowej stanowi główną część (75%) dawnej wsi Henin, natomiast współczesna wieś Henin (od 1979) stanowi jej mniejszą część (25%). Do 1956 roku oraz w latach 1973–1979 Henin stanowił jedną, samodzielną wieś, natomiast w latach 1956–72 oba Heniny (w całości) były częścią Poniatowej.

## Historia
Henin to dawna kolonia. W latach 1867–1954 należała do gminy Karczmiska w powiecie nowoaleksandryjskim / puławskim, początkowo w guberni lubelskiej, a od 1919 w woj. lubelskim. Tam 14 października 1933 weszły w skład gromady o nazwie Kraczewice w gminie Karczmiska, składającej się ze wsi Kraczewice, folwarku Kraczewice, kolonii Kliny Kraczewskie, kolonii Spławy i kolonii Henin. Następnie gromadę Kraczewice przemianowano na Kraczewice Prywatne.
Podczas II wojny światowej Henin włączono do Generalnego Gubernatorstwa (dystrykt lubelski, Kreis Pulawy). W 1943 roku liczba mieszkańców Dorfgemeinde Kraczewice Prywatne wynosiła 1018. Po wojnie ponownie w województwie lubelskim, już jako samodzielna gromada Henin, jedna z 31 gromad gminy Karczmiska w powiecie puławskm.
W związku z reformą znoszącą gminy jesienią 1954 roku, Henin włączono do nowo utworzonej gromady Poniatowa. 13 listopada 1954 gromada Poniatowa weszła w skład nowo utworzonego powiatu opolsko-lubelskiego w tymże województwie.
1 stycznia 1956 gromadę Poniatowa zniesiono w związku z nadaniem jej statusu osiedla, przez co Henin stał się integralną częścią Poniatowej. 18 lipca 1962 Poniatowa otrzymała prawa miejskie, w związku z czym Henin stał się obszarem miejskim.
1 stycznia 1973, w związku z kolejna reformą administracyjną kraju, Henin (179 ha) wyłączono z Poniatowej, włączając go do nowo utworzonej gminy Poniatowa. W latach 1975–1979 należał administracyjnie do województwa lubelskiego.
1 grudnia 1979 główną część Henina (133,88 ha z 179 ha lub 75% obszaru) włączono z powrotem do Poniatowej, natomiast pozostałe 25% tworzy nadal samodzielną wieś Henin w gminie Poniatowa.